# Boston Celtics 1990-1991
La stagione 1990-91 dei Boston Celtics fu la 45ª nella NBA per la franchigia.
I Boston Celtics vinsero la Atlantic Division della Eastern Conference con un record di 56-26. Nei play-off vinsero il primo turno con gli Indiana Pacers (3-2), perdendo poi la semifinale di conference con i Detroit Pistons (4-2).

## Roster
| N° | Naz.                   | Ruolo | Sportivo         | Anno | Alt. | Peso |
| -- | ---------------------- | ----- | ---------------- | ---- | ---- | ---- |
| 00 | Stati Uniti (bandiera) | C     | Robert Parish    | 1953 | 213  | 104  |
| 7  | Stati Uniti (bandiera) | G     | Dee Brown        | 1968 | 185  | 73   |
| 11 | Stati Uniti (bandiera) | A     | Michael Smith    | 1965 | 208  | 102  |
| 12 | Stati Uniti (bandiera) | G     | A.J. Wynder      | 1964 | 188  | 82   |
| 13 | Stati Uniti (bandiera) | G     | Charles E. Smith | 1967 | 185  | 73   |
| 20 | Stati Uniti (bandiera) | G     | Brian Shaw       | 1966 | 198  | 86   |
| 32 | Stati Uniti (bandiera) | AC    | Kevin McHale     | 1957 | 208  | 95   |
| 33 | Stati Uniti (bandiera) | A     | Larry Bird       | 1956 | 206  | 100  |
| 34 | Stati Uniti (bandiera) | GA    | Kevin Gamble     | 1965 | 196  | 95   |
| 35 | Stati Uniti (bandiera) | GA    | Reggie Lewis     | 1965 | 201  | 88   |
| 42 | Stati Uniti (bandiera) | AC    | Dave Popson      | 1964 | 208  | 100  |
| 43 | Stati Uniti (bandiera) | GA    | Derek Smith      | 1961 | 198  | 93   |
| 52 | Jugoslavia (bandiera)  | C     | Stojko Vranković | 1964 | 218  | 118  |
| 53 | Stati Uniti (bandiera) | C     | Joe Kleine       | 1962 | 211  | 116  |
| 54 | Stati Uniti (bandiera) | A     | Ed Pinckney      | 1963 | 206  | 88   |

## Staff tecnico
- Allenatore: Chris Ford
- Vice-allenatori: Don Casey, Jon Jennings
- Preparatore atletico: Ed Lacerte